# Praepseudofusulina
Praepseudofusulina es un género de foraminífero bentónico de la subfamilia Pseudoschwagerinae, de la familia Schwagerinidae, de la superfamilia Fusulinoidea, del suborden Fusulinina y del orden Fusulinida. Su especie tipo es Pseudofusulina? fastuosa. Su rango cronoestratigráfico abarca el Asseliense (Pérmico inferior).

## Discusión
Clasificaciones más recientes incluyen Praepseudofusulina en la superfamilia Schwagerinoidea, y en la subclase Fusulinana de la clase Fusulinata. Algunas clasificaciones han incluido Praepseudofusulina en la Subfamilia Pseudofusulininae.

## Clasificación
Praepseudofusulina incluye a las siguientes especies:
- Praepseudofusulina antropovi †
- Praepseudofusulina arsenii †
- Praepseudofusulina bullula †
- Praepseudofusulina buzulukensis †
- Praepseudofusulina cara †
- Praepseudofusulina diligens †
- Praepseudofusulina fastuosa †
- Praepseudofusulina gemma †
- Praepseudofusulina ikensis †
- Praepseudofusulina immemorata †
- Praepseudofusulina impercepta †
- Praepseudofusulina incomperta †
- Praepseudofusulina intumescens †
- Praepseudofusulina kljasmica †
- Praepseudofusulina malkovsky †
- Praepseudofusulina prolata †
- Praepseudofusulina propria †
- Praepseudofusulina saratovensis †
- Praepseudofusulina tatarica †
- Praepseudofusulina urmarensis †